# New Market (Tennessee)
New Market is een plaats (town) in de Amerikaanse staat Tennessee, en valt bestuurlijk gezien onder Jefferson County.

## Demografie
Bij de volkstelling in 2000 werd het aantal inwoners vastgesteld op 1234.
In 2006 is het aantal inwoners door het United States Census Bureau geschat op 1322, een stijging van 88 (7,1%).

## Geografie
Volgens het United States Census Bureau beslaat de plaats een oppervlakte van
6,7 km², geheel bestaande uit land. New Market ligt op ongeveer 335 m boven zeeniveau.

## Plaatsen in de nabije omgeving
De onderstaande figuur toont nabijgelegen plaatsen in een straal van 20 km rond New Market.